# 荒天
荒天（こうてん、Severe weather）とは人間の生活等を脅かす天候の状態のことである。荒れた天候。厳密な定義はないが、風、雨や雹などの降水、気温の変化などが激しいこと、極端に強い風や降水があること、著しい低温、波浪などを指す。近年は異常気象と呼ばれることが多い。

## 主な現象

### 荒天の因子
惑星スケール～総観スケール
- 熱帯低気圧（台風・サイクロン・ハリケーン）
- （熱帯低気圧以外の）低気圧
  - メイストーム
- 前線

メソスケール～マイクロスケール
- メソサイクロン
- 積乱雲

荒天の多くは大気の激しい対流が主な因子となっている。

### 荒天
- 雨（驟雨、にわか雨、大雨）
  - 集中豪雨
- 霰、雹、凍雨、雨氷
- 着氷
- 雪（驟雪、にわか雪、大雪）
- 雷（雷雨）
- 突風
  - 塵旋風
  - ダウンバースト
  - 竜巻
  - 乱気流
- 霧（濃霧）
- 吹雪
- 砂嵐
- 波浪・しけ